# Teatro Rá-Tim-Bum
Teatro Rá-Tim-Bum foi um programa brasileiro de televisão produzido pela TV Cultura, exibido pela primeira vez em 1991, terminando em 2004, mas teve sua outra fase em 2005. Também foi exibido pela TV Rá-Tim-Bum, que o exibe até hoje.

## O Programa
O Teatro Rá-Tim-Bum é um programa de histórias Infantis como: Branca de Neve, Chapeuzinho Vermelho, além de Ciranda das Flores e O Circo do Seu Lé (onde atuam Helena Ritto e José Eduardo Rennó, a Doroteia e o Ludovico do infantil Quintal da Cultura). No total, cerca de mais 70 histórias já foram apresentadas. Quando voltou ao ar em 2005, o programa só passou a dedicar-se em contos de fadas (embora anteriormente, algumas histórias foram exibidas mais de uma vez, mais com atores diferentes).

## Episódios

### 1991 - 2004
- 1-O Ogro (1991)
- 2-Brutos - O Marinheiro (1991)
- 3-Planeta Zero (1992)
- 4-O Urso e o Castor (1992)
- 5-Selva de Figo (1992)
- 6-Elfiul (1992)
- 7-João e Maria (1993)
- 8-Viagem a Lua (1993)
- 9-Os Três Porquinhos (1993) (participação de Gérson de Abreu e Wagner Bello)
- 10-As Folhas da árvore de cerejeira (1993)
- 11-Os Pequeninos (1994)
- 12-Rapunzel, do furunfunfun (1994)
- 13-Otávio e o percêgo gigante (1994)
- 14-A Invasão da Terra (1994)
- 15-O Vaga-lume (1994)
- 16-Chapeuzinho Vermelho (1994)
- 17-Viagem ao fundo do mar (1994)
- 18-O Jovem Lobo (1995)
- 19-A Princesa e a Ervilha (1995)
- 20-A Maça Falante (1995)
- 21-No Mato sem Cachorro (1995) (roteiro escrito por Darcy Ribeiro)
- 22-A Lacraia (1995)
- 23-Da Terra a Marte (1995) (roteiro escrito por Manoel Carlos)
- 24-O Burro (1995)
- 25-O Velho Papa-capim (1995)
- 26-O Grande General (1996)
- 27-Alice no País das Maravilhas (1996)
- 28-O Menino do Sonho (1996) (participação de Fredy Allan, Gérson de Abreu, Carolina Ferraz e Rony Cócegas)
- 29-As Três Baleias (1996)
- 30-João e o Pé de Feijão (1996)
- 31-O Homem que era cego e leu (1996)
- 32-A Odisséia de Arlequino (1996)
- 33-As Velhas Surdas (1996)
- 34-Viagem a Plutão (1997)
- 35-A Montanha (1997)
- 36-As Visões de Italim (1997)
- 37-O Menino de madeira e a menina de madeira (1997)
- 38-Marcos, o pequeno viajante (1997)
- 39-A borboleta sem asas (1997) (roteiro escrito por César Cavelagna)
- 40-A Mariposa (1997)
- 41-A Formiguinha (1998)
- 42-Os Marinheiros (1998)
- 43-O Velho Sabiá (1998)
- 44-A Patrulha de Vespas (1998)
- 45-Assembleia dos Bichos (1998)
- 46-Sopa de Pedra (1998) (roteiro escrito por Tatiana Belinky)
- 47-A Esposa e o fantasma (1998)
- 48-Pluft, o Fantasminha (1999) (roteiro escrito por Maria Clara Machado)
- 49-O Piano assombroso (1999)
- 50-O cravo e a rosa (1999)
- 51-As Peripécias de Hilemino (1999)
- 52-Saturnino (1999)
- 53-O Gavião (1999)
- 54-Salvando o mundo no milênio (1999)
- 55-O Computador (2000)
- 56-Um macaco no espaço (2000)
- 57-O Morto vivo (2000)
- 58-Cinderela (2000)
- 59-A Violeta (2000)
- 60-O X (2001)
- 61-A rainha marmota (2001)
- 62-As Formiguinhas azuis (2001)
- 63-Ao Pé da Letra (2001)
- 64-As Pizadas de Arquibaldo (2001)
- 65-Os Frutibos (2002)
- 66-Contos de Seu Zé (2002)
- 67-O Pequeno barquinho (2002)
- 68-Brutos - O Marinheiro (remake, 2002)
- 69-A Esposa do milho (2002)
- 70-A Bruxa boa (2002)
- 71-Os Coisos (2003)
- 72-As Velhas (2003)
- 73-O Chapéu Valioso (2003)
- 74-Elmon x (2004)
- 75-Limiun (2004)
- 76-Os Três Figos (2004)

### 2005 - 2012
- 1-Chapeuzinho Vermelho (2005)
- 2-Viagem a Plutão (2005)
- 3-Alquimistas (2006) - texto de André Falcão, direção: Bete Rodrigues. Cia. Duo Teatral
- 4-Sopa de pedra (2006) (Tatiana Belinky)
- 5-A Borboleta Sem Asas (2006) (remake, com Marco Aurélio Campos, locutor do programa Vila Sésamo)
- 6-Todo bicho tudo pode sendo o bicho que se é (2006)
- 7-Rapunzel (2006)
- 8-Planeta Sbrufs (2007)
- 9-O cravo e a rosa (2007)
- 10-João e o pé de feijão (2007)
- 11-João e Maria (2007)
- 12-O menino que virou história (2007)
- 13-Assembleia dos bichos (2007)
- 14-As velhas fiandeiras (2007)
- 15-A rainha marmota (2007)
- 16-Viva feliz e contente, transforme pedra em gente (2008)
- 17-O menino Tereza (2008)
- 18-Mãe D'Água (2008)
- 19-Espoleta (2008)
- 20-O auto da infância (2008)
- 21-Zero (O rouxinol e o imperador) (2008)
- 22-A semente da verdade (2008)
- 23-Língua de boi (2008)
- 24-A Odisséia de Arlequino (2009)
- 25-Circo do Seu Lé (2009) (com José Eduardo Rennó, do Quintal da Cultura)
- 26-Ciranda das Flores (2010) (com Helena Ritto, do Quintal da Cultura)
- 27-Beterrabas, Segredos e Patacoadas (2010)
- 28-Os Três Porquinhos (2010)
- 29-Melancia e Coco-Verde (2010)
- 30-O Armário Mágico (2011)
- 31-A Centopeia Judite (2011)
- 32-Com o Rei na Barriga (2011)
- 33-O Doente Imaginário (2012)
- 34-O Tesouro do Balacobaco (2012)